# Ташро, Луи-Александр
Луи-Александр Ташро (фр. Louis-Alexandre Taschereau; 5 марта 1867, Квебек — 6 июля 1952, Квебек) — квебекский адвокат и политик, четырежды депутат Квебекской Законодательной ассамблеи от округа Монморанси (с 1900 года) и премьер-министр Квебека (в 1920—1936 годах).

## Биография
Отец, Жан-Тома Ташро, был успешным юристом, в разные годы занимавшим должности адвоката, а затем судьи Верховного суда Канады. Учился в Квебекской семинарии и в Университете Лаваля, где получил степень юриста. 9 июля 1889 г. принят в Юридическую коллегию Квебека.
Став политиком, сначала занимал должность в либеральном правительстве Л. Гуэна. Также продолжал заниматься журналистикой в издании 'Action libérale, был президентом и виц-президентом Сбербанка Квебека (Banque d'économie de Québec).
Его дядя Эльзеар-Александр Ташро занимал должность архиепископа Квебекского и дистанцировался от ультрамонтанистов.

## Политическая карьера
В 1900 г. впервые избран в Законодательную ассамблею Квебека (ныне Национальная ассамблея). Позднее в правительстве Ломе Гуэна занимал пост министра общественных работ с 1907 по 1919 г.
В 1920 г. стал премьер-министром Квебека. Это была эпоха, когда североамериканская экономика начала испытывать трудности, приведшие в конечном счёте к Великой депрессии. Ташро прилагал огромные усилия, чтобы поощрять экономическую активность частных предприятий, лесной и горной промышленности в регионах Унгава и Нунавик, которые Парламент Канады присоединил к Квебеку. Также активно развивал квебекские электростанции и привлекал американские инвестиции с тем, чтобы развить местную промышленность и остановить поток миграции из Канады в США.
Его политика трансформировала традиционное аграрное общество Квебека, на которое в значительной мере опиралась и которое поддерживала римско-католическая церковь дольше, чем где-либо в Северной Америке. Либералы во главе с Ташро противостояли националистам, во главе которых стояли Анри Бурасса, редактор газеты Le Devoir, и католический священник Лионель Гру, редактор L'action canadienne-française.
В 1930 г. Ташро предпринял меры по учреждению совета евреев, который бы мог обеспечить более широкое участие евреев в вопросах образования Квебеке и дать им голос в Совете по публичному образованию Квебека. В то время нападки на евреев, в том числе в печати, были довольно распространённым явлением, и предложенные Ташро меры сразу же вызвали шквал обвинений в том, что он хочет подорвать позиции христианства. В результате такой критики еврейская община была запугана и больше не настаивала на возобновлении проекта, который Ташро был вынужден отозвать. Вместо него он предложил на одобрение католической церкви компромиссный законопроект, в котором евреи причислялись к протестантской системе образования, а еврейский совет не имел других полномочий, кроме как вести переговоры с протестантской школьной комиссией.
Ташро также учредил монополию квебекского правительства по продаже вин и спиртных напитков в эпоху, когда в США господствовал сухой закон.
Он учредил в гг. Квебек и Монреаль школы изящных искусств, выделял целевые субсидии на поддержку учёных и литераторов.
Действия его правительства стали вызывать недовольство в рядах его собственной либеральной партии. Левое, радикальное крыло партии вышло из её состава и учредило новую партию, Национальное либеральное действие. В новую партию вступил влиятельный политик Поль Гуэн, сын бывшего квебекского премьера Л. Гуэна и внук другого премьера, Оноре Мерсье. Позднее эта партия, несмотря на декларируемые «радикальные» лозунги, объединилась с Консервативной партией Квебека, образовав партию Национальный союз, которую возглавил Морис Дюплесси. Последний подверг яростной критике правительство Ташро за коррупцию.
Ташро ушёл в отставку после того, как его брат Антуан предстал перед ревизионной комиссией парламента по обвинению в том, что он перечислил на свой личный банковский счёт средства из фондов, принадлежавших Законодательной ассамблее. В ходе квебекских выборов 1936 г. власть перешла к партии Национальный союз, которая прервала 40-летнее правление квебекских либералов.
Умер в 1952 г. и похоронен на кладбище Нотр-Дам-де-Бельмон в Сент-Фуа (ныне часть района Сент-Фуа-Сильери в составе города Квебек).
За свою жизнь получил такие награды, как французский Орден почётного легиона, бельгийские Орден Леопольда I и Орден Короны.